# Плужниця-Велика
Плужниця-Велика (пол. Płużnica Wielka, нім. Groß Pluschnitz) — село в Польщі, у гміні Стшельці-Опольські Стшелецького повіту Опольського воєводства.
Населення — 192 особи (2011).

## Демографія
Демографічна структура станом на 31 березня 2011 року:
|          | Загалом | Допрацездатний вік | Працездатний вік | Постпрацездатний вік |
| -------- | ------- | ------------------ | ---------------- | -------------------- |
| Чоловіки | 91      | 17                 | 58               | 16                   |
| Жінки    | 101     | 15                 | 54               | 32                   |
| Разом    | 192     | 32                 | 112              | 48                   |